# 斎藤清六
斉藤 清六（さいとう せいろく、本名：斎藤 精陸（読みは同じ）、1948年6月15日 - ）は、日本の俳優、日本のお笑いタレント。欽ちゃんファミリーの一人であった。
東京都北区赤羽出身。日本大学法学部卒業。浅井企画所属であったが後に独立し、個人事務所「清六企画」を立ち上げた。

## 来歴・人物
実家は米屋であった。地元区立小中学校を経て日大豊山高校入学。演芸が好きで中学高校時代に浅草等に通う。付属校対象による日大統一試験により内部推薦で日大法学部へ入学するも、学園紛争のあおりでレポートのみで卒業した。
1971年、萩本欽一に弟子入りを求めて押しかける。しかし3日間いた後、萩本の一言から浅草修行を始めた。10年ほどしてから萩本の下に舞い戻り、以降は欽ちゃんファミリー入り。清六の人柄に絆された萩本はバックアップをしていく。
以来、飾らないボケキャラで、お茶の間を賑せている。特に『欽ちゃんのどこまでやるの!』「村の時間」のコーナーの仕切り役「たよりないアナウンサー」、『クイズ・ドレミファドン!』の出題者「セイロクマン」が当たり役となり、当時の人気お笑いタレントの一員となった。しかし、バラエティー番組等のレギュラー出演は1996年以降ほとんど無く、現在では主に単発番組にしか顔を見せていない。テレビドラマへの出演は今も継続している。

## 人物・エピソード
- 萩本が自主制作映画『手』（1970年 浅井企画）を上映した際、清六は頼まれもしないのに呼び込み役を引き受け、街頭で宣伝した。萩本はこの一件で清六を認めている。
- 萩本が主導で制作した『欽ちゃんのシネマジャック』（1993年 萩本企画他）の興行収入が不振だった時、清六は現金1000万円をポンと出して「映画のチケットを売ってほしい」と頼み込むが、涙を流しながら萩本はそれを断っている。この一件があり萩本は、自分の葬式が行われる際は清六にスピーチを担当して貰いたいと考えている。
- コント55号の付き人当時、日劇公演の際、坂上二郎の楽屋入りが大幅に遅れた。萩本から万一の際には代役として起用する旨を聞かされて身構えたものの、結局坂上が出番に間に合ってしまったため、代役の話はなくなってしまった。
- 『スター誕生!』には素人として出演していたが、既に浅草のコメディアンとしてプロデビューを果たしていた[5]。
- 読売ジャイアンツの投手だった斎藤雅樹は、入団当時清六の全盛期だったため、渾名を「セイロク」にされてしまった[6]。
- 熱烈なプロレスファンであり、現在でも後楽園ホールなどにおける清六の目撃情報が頻繁に出る。そのため各種プロレス・格闘技メディアはインタビュー依頼を何度も出しているが、清六は断り続けている。
- 上記にあるプロレス会場の他、お笑い芸人の舞台を頻繁に見に行くため目撃情報が絶えない。放送作家の高田文夫はいつも必ずどこかの客席にいる清六を『客席王』と称している[7]。
- 音の高さや音程を全く取れない、極度の音痴としても知られている。芸人としてのネタではなく、実際に音感がほとんどない。過去にテレビ番組で音痴を矯正する企画に出演した結果、音痴を克服するには至らずほんのわずかに矯正された程度であった。
- お馴染み「村の時間」のコーナーは、当初は萩本家のお茶の間に置かれていたテレビに放送する形で行っており、最初に清六が「村の時間がやってまいりました」と言ったのを「君ね『村の時間』は番組名だろ。普通は●●(番組名)～の時間ですって言うだろ」と萩本に突っ込まれ「村の時間の時間がやってまいりました」と言ったところ観客が大ウケし、以後この言い方に定着した。たどたどしい口調や、ハガキの宛先の郵便番号（106）を決まって「ひゃくまるろく」と言うなど、独特の言い回しが特徴であった。
- 小堺一機が2008年3月22日放送のラジオ番組『コサキンDEワァオ!』で語ったところによると、清六は深夜の0時から生放送のラジオ番組『ザ・欽グルスショー』の現場にいつも23時56分頃に現れ、スタッフを困らせていた。そのため、ある時ディレクターの一人が清六に「せめて連絡くらい入れてほしい」と注意すると、清六は「なんで？ 僕、間に合うと思ったからねえ」と答えたという。また、別のラジオ番組（『玉置宏の笑顔でこんにちは』）に小堺が清六の代役として出演した際に聞いた話によると清六は本番ぎりぎりに現場入りして、スタッフを困らせていたという。なお、カンコンキンシアターなどの舞台観劇にも開演ギリギリにやってくることが同番組で語られ、翌週もリスナーから目撃談が投稿されている。
- コサキンの回顧企画の中では、過去の放送記録の中から、清六が番組リスナーから寄せられた葉書のネタに大笑いする様子が放送された。これは清六が滅多に笑う所を見せない為であった。番組パーソナリティの小堺一機・関根勤共に「清六さんは人を笑わせるが、自分が笑うのは非常に珍しい」と強調していた。
- 過去に堀敏彦（現・テレビ新潟アナウンサー）が芸人時代に清六の付き人をしていた時期があり、一正蒲鉾の「オホーツク」のCMに一緒に出演していた事もある。
- 稽古に厳しい萩本に対し、三波伸介はやさしかったため、清六は周囲に「俺はね、はっきりいってね、三波さんの方が好きなんだよ」と漏らすほど三波のことを尊敬しており、三波が亡くなった時はあまりに泣き悲しむために収録が出来ないほどだった。三波の葬儀が終わり、収録に向かう際は嘆き悲しみながら「こんなつらい時はさ、プロレス観ようよ」と言い、その場にいた関根勤は「人生の中であんだけ『ハァ？』と言ったことはなかった」と語っている。その時は途中でラーメン屋に立ち寄り、テレビのプロレス中継を夢中になって観ていた[8]。

## 出演

### テレビドラマ
- 欽ちゃんファミリー時代劇スペシャル 俺たちの熱い風（1984年、日本テレビ）
- 必殺シリーズ（1985年、朝日放送）
  - 必殺仕事人V 第8話「加代、モグラ男夫婦にあてつけられる」 - 石亀
  - 必殺橋掛人 - 松
- 裸の大将 第31話「下駄の鳴る丘」（1989年、KTV / 東阪企画） - 上田
- 代表取締役刑事 第5話「風と共に去りぬ」（1990年、テレビ朝日）
- 愛しの刑事 第7話「美談!警視総監賞を辞退した男」（1992年、テレビ朝日） - 山田洋一
- 学校があぶない（1992年、TBS） - 事務主任
- 松本清張スペシャル・影の地帯（1993年、日本テレビ） - 宮下係長
- タクシードライバーの推理日誌3 春呼ぶ殺人（1994年、テレビ朝日） - 支配人
- 忍者戦隊カクレンジャー 第13話「ブッとばせ不幸」（1994年、テレビ朝日） - 福王大吉
- はぐれ刑事純情派 (テレビ朝日）
  - 第9シリーズ 第9話（1996年）
  - 第15シリーズ 第20話（2002年）
- 盲人探偵・松永礼太郎10 復讐幻想（1998年、日本テレビ） - 岡本安夫
- カードGメン・小早川茜1 借金地獄（2000年、TBS）
- 万引きGメン・二階堂雪5 嫉妬（2000年、TBS）
- 四つの終止符（2001年、テレビ東京）
- 万引きGメン・二階堂雪7 逃亡（2001年、TBS）
- 中学生日記（NHK教育） - 父親
- 女と愛とミステリー ヤメ検弁護士・英剛直 佐渡が島殺人航路（2002年7月28日、テレビ東京）
- 地方記者・立花陽介19 箱根小田原通信局（2002年、日本テレビ）
- トリック3 第1話（2003年、テレビ朝日） - マネージャー
- 検事・霞夕子24 隣の関係（2004年、日本テレビ）
- 鉄道警察官・清村公三郎（テレビ東京） 
  - 第2作「瀬戸内海を渡る殺意」（2006年）- 南
  - 第4作「SL貴婦人 殺意の小京都」（2007年）- 山田
  - 第5作「人情列車殺人事件」（2008年）- 特急ロマンスカーVSEの車掌
  - 第7作「秩父長瀞〜連続殺人レール」（2011年）- 桑原
  - 第8作「鎌倉・江の島 追憶の殺人」（2012年）- 太田
  - 第11作「房総ローカル列車殺人レール 妖刀村正の呪い」（2014年）- 山手徹
- 新・警視庁女性捜査班2 二人の母殺人事件!! （2007年、テレビ朝日）
- 万引きGメン・二階堂雪17 最後の嘘（2008年、TBS）
- つばさ（2009年、NHK） - ブローカー
- 月曜ゴールデン 大家だけが知っている! 〜幸多福子の下町事件簿〜（2010年8月2日、TBS） - 消防署員
- 広域警察2 時効廃止が運命を変えた!（2011年5月21日、朝日放送）
- 私は代行屋! 晴子の事件推理・バージンロードを奪った殺人犯! （2012年8月18日、朝日放送） - スナック「セレ」の常連客
- 日曜劇場 サマーレスキュー〜天空の診療所〜 第8話（2012年、TBS） - 登山客
- 孤独のグルメ Season2（テレビ東京）
第7話（2012年11月21日） - 銚子電鉄の車掌
第10話（2012年12月12日） - 「ふらっとQUSUMI」ゲスト
- 100の資格を持つ女7 信州の老舗蕎麦屋に潜入捜査!（2013年6月15日、朝日放送） - 瀧川映太郎
- 森村誠一サスペンス 刑事の証明6（2013年10月9日、テレビ東京） - ホームレス
- 月曜ゴールデン 警視庁心理捜査官・明日香4（2014年6月16日、TBS）
- 監察官・羽生宗一2 毒ハブと呼ばれる男!!刑事殺しに疑惑あり!?（2014年11月1日、テレビ朝日） - 外車中古車店の店員
- 警視庁捜査一課9係 season10（2015年7月1日、テレビ朝日） - 最終話 喫茶店店長
- 警視庁・捜査一課長 第10話（2016年6月16日、テレビ朝日） - 坂本秀三
- スペシャルドラマ 老人ホーム「ハッピー・ロード」愉快な仲間たちの事件簿（2016年9月11日、テレビ東京）
- 神の舌を持つ男 最終回（2016年9月9日、TBS） - お風呂屋さん
- 無用庵隠居修行2（2018年） - 善八 役
- 駐在刑事 Season2（2020年） - 中林菊夫 役
- ドラマスペシャル広域警察（2021年6月24日、テレビ朝日） - 弥生書房店主

### 映画
- 必殺! THE HISSATSU（1984年松竹） - 胆臓潰しの石亀

### バラエティ
- スター誕生!（日本テレビ） - 米屋のセイロク
- 欽ちゃんのドンとやってみよう!（フジテレビ）
- 欽ちゃんのどこまでやるの!（テレビ朝日）
- ザ・スターボウリング 司会・黒部幸英、清水由貴子（テレビ東京）
- 三波伸介の凸凹大学校（テレビ東京）
- 森田一義アワー 笑っていいとも!（1982年10月 - 1985年3月、火曜日担当、フジテレビ）
- オレたちひょうきん族（フジテレビ） - ひょうきんベストテン、音痴のフリオ・イグレシアス・忌野清志郎役
- ぴったし カン・カン（TBS） - ゲストで後にぴったしチーム（4代目・山口良一キャプテン時代）メンバー
- クイズ・ドレミファドン!（フジテレビ）
- 所さんのただものではない!（フジテレビ）
- 今夜は最高!（日本テレビ）
- おーい、ニッポン・今日はとことん福島県（NHK BS-2）
- いい旅・夢気分（2002年頃に出演、テレビ東京）
- 笑顔まんてんタビ好き（2017年5月28日 福岡県みやこ町編、KBC(九州朝日放送)）放送250回記念特別ゲスト

### ラジオ
- NISSANミッドナイトステーション ザ・欽グルスショー（TBSラジオ）
- るんるんナイト 清六・山口 おじさんワオ!（TBSラジオ）
  - ピカピカBOX・"クイズ清六ショック!!"（『るんるんナイト』内のコーナー）
- ザ・ヒットパレード 毎日が電話リクエスト（TBSラジオ）
- 突撃!歌謡大行進（文化放送）
- 欽ちゃんのドンといってみよう!（ニッポン放送）
- 玉置宏の笑顔でこんにちは（ニッポン放送）- 外中継リポーター

### CM
- カンロ シャーベスト（1983年）
- 一正蒲鉾「オホーツク」（1983年ごろ。堀敏彦と）
- カネボウフーズ「広東麺シリーズ」（岡江久美子と）
- 黄桜酒造「呑（ドン）」（叶和貴子と）
- 福島県二本松市「二本松の菊人形」（単独出演）
- 武田薬品工業「ベンザエースD錠」
- ホテイフーズコーポレーション「ほていの缶詰」
- 東新住建

## 音楽作品
- なんなんなんだ!?（1982年、LP、キャニオン。C19A0227）
カバーアルバム。2006年に音楽配信で再発された。歌の合間に、宮川泰から歌唱指導される様子が流れる趣向。

## 著書
- ドジでいいとも清六ちゃん（1983年、講談社。ISBN 4062006987）